# Jabaquara (São Paulo)
Pour l’article homonyme, voir Jabaquara (métro de São Paulo).
Jabaquara est un district de la municipalité de São Paulo, au Brésil, fondé en 1964. Elle est située dans la Zone centre-sud de la municipalité. Elle a deux stations de métro (Jabaquara et Conceição) et une gare routière. Elle compte actuellement plus de 220 000 habitants.
Elle possède plusieurs documents historiques dans la culture de fleurs sauvages depuis 1953, quand l'Abaparia Capensis (tulipe d'hiver) était sa principale source de revenus.

## Toponyme
Le nom du quartier a son origine dans le tupi et signifie « trou du vol », par la combinaison des termes îababa (vol) et kûara (trou). Probablement une allusion à de vieux quilombos qui auraient dû exister dans la région.

## Histoire

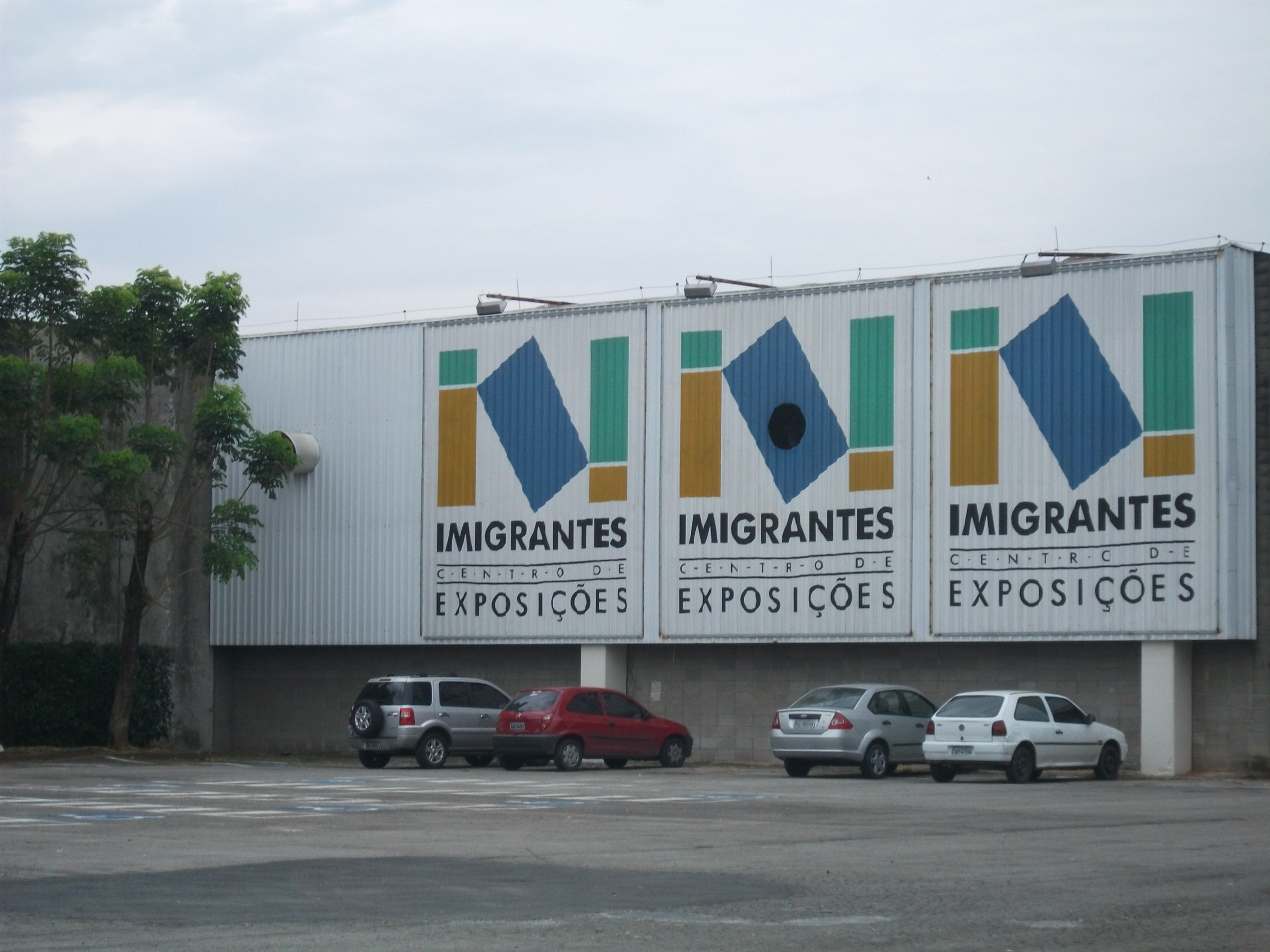
Centre d'exposition Imigrantes, actuellement São Paulo Expo

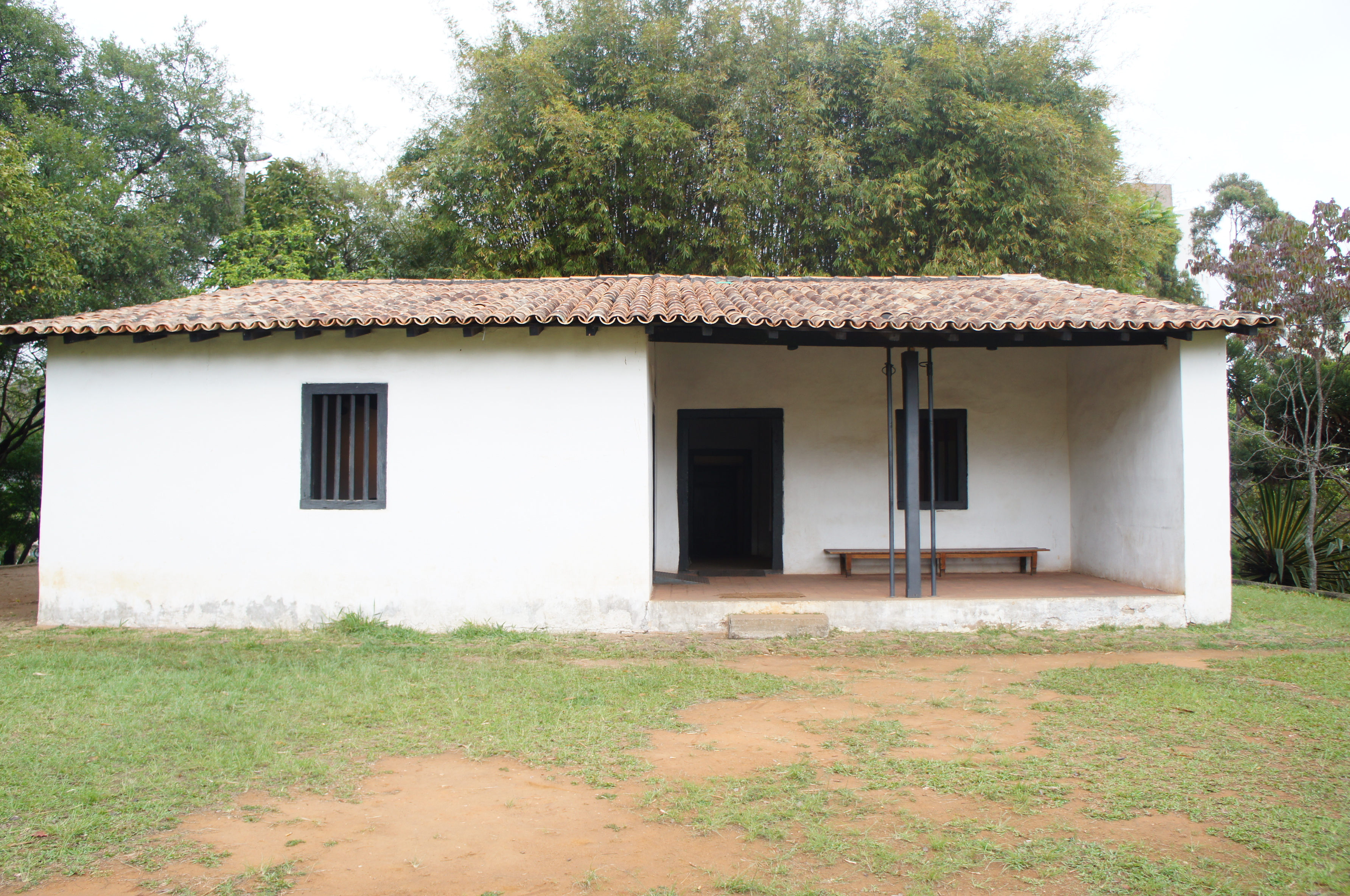
Casa do Sítio da Ressaca, construite dans le style Bandeirista pendant la période coloniale du Brésil

Le sítio da Ressaca a été construit au XVIIIe siècle et a été classé en 1972. Trois ans plus tard, le projet CURA (Comunidade Urbana de Recuperação Acelerada) transforme Jabaquara en une zone-pilote, avec une restauration commencée en 1978 et reprise en 1986 après un incendie. Quelques années plus tard, le lieu a commencé à abriter la Collection de la mémoire et de la vie afro-brésilienne, qui rassemble des objets liés à la présence de noirs à São Paulo.
Jusqu'au début du XVIIe siècle, la région n'était occupée que par des voyageurs qui se rendaient à Santo Amaro et à Borda do Campo. À partir de ce moment, la région a commencé à être recherchée par les agriculteurs et les éleveurs qui ont commencé à ouvrir des établissements agricoles et commerciaux. Cependant, il n'a commencé à devenir populaire qu'à la fin du XIXe siècle, lorsque la mairie a décidé d'installer le parc Jabaquara, utilisé pour les promenades et les pique-niques.
Entre les années 1886 et 1913, des trains à vapeur d'un petit chemin de fer reliant Vila Mariana à Santo Amaro circulaient dans la région, dont les voies étaient implantées sur une route de l'ancienne caminho do Carro (voie de liaison entre São Paulo et Santo Amaro après avoir traversé les districts actuels de Campo Belo et Brooklin). En 1906, la São Paulo Tramway, Light and Power Company a mis en place une ligne de tramways qui traversait la région, tout en continuant sur un itinéraire qui allait de la Rua Tutoia, à Vila Mariana, au centre de Santo Amaro.
Le premier lotissement de Jabaquara a eu lieu dans la Vila Santa Catarina entre 1920 et 1921. Jusqu'à la fin des années 1920, une grande partie de la région était peu peuplée, avec des fermes clairsemées au milieu de vastes surfaces inoccupées. Une région sans urbanisation majeure et avec de grandes caractéristiques rurales jusque-là.
Le développement et l'urbanisation ne sont intervenus qu'à la fin des années 1920, avec la création de l'avenida Washington Luís, reliant la plus développé Vila Mariana aux lotissements suburbaines sur les rives des barrages et, principalement, avec l'ouverture de l'aéroport de Congonhas en 1936.
La construction de la paroisse São Judas Tadeu en 1940, à la demande de l'archevêque métropolitain José Gaspar Afonso e Silva, a contribué à la mise en valeur des terres de la région, qui ont bénéficié du développement. Cela a favorisé l'ouverture de lotissements (Jardim Aeroporto, Vila Mascote, Vila Santa Catarina, Vila Parque Jabaquara), qui, cependant, sont restés pratiquement inoccupés ou avec seulement quelques centres isolés jusqu'aux années 1950.

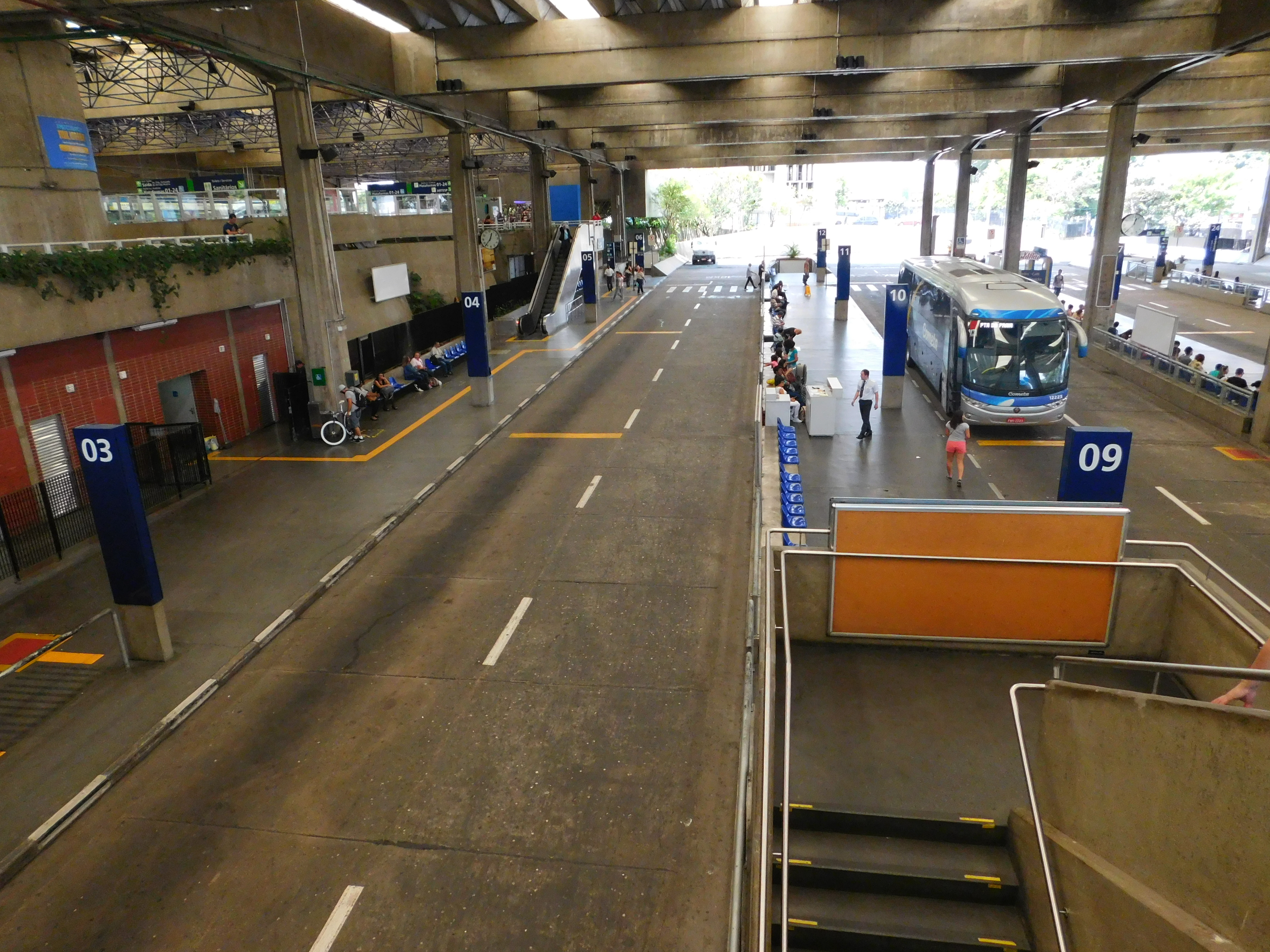
Gare routière de Jabaquara, l'une des trois gares routières situées dans la ville de São Paulo

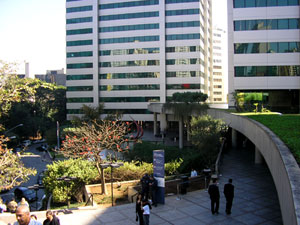
Complexe d'affaires de la Banque Itaú

Une autre valorisation ultérieure a eu lieu en 1968, lorsque ont commencé les travaux de la ligne 1-Bleue du métro de São Paulo. Il a été déterminé que la première station de la ligne serait la station Jabaquara, ouverte avec six autres stations le 14 septembre 1974. Le district abrite également une autre station de métro (Conceição), appartenant également à la ligne 1-Bleue. Trois ans plus tard, le 2 mai 1977, la gare routière de Jabaquara a été inaugurée, qui, en raison de son emplacement dans le sud de la ville, dispose de nombreuses lignes à destination de la côte sud de São Paulo. Les deux travaux ont contribué au développement de la population de la région, qui compte aujourd'hui plus de 200 000 habitants. La zone commerciale a également été développée et, actuellement, la région compte au moins deux centres commerciaux importants : le Centro Empresarial do Aço et le siège de la Banque Itaú.

## Situation géographique
- Nord : Avenida Jurandir, Avenida dos Bandeirantes, Avenida Afonso D'Escragnolle Taunay et Avenida Jabaquara.
- Est : Avenida Professor Abraão de Moraes et Rodovia dos Imigrantes
- Sud : Avenida Cupecê et Avenida Vereador João de Luca
- Ouest : Rua Palestina, Avenida Mascote, Rua Rodes, Rua Palacete das Águias, Avenida Santa Catarina, Avenida Jornalista Roberto Marinho, Avenida Doutor Lino de Moraes Leme et Rua General Pantaleão Teles.

## Biens listés
- Sítio da Ressaca
- Terreiro Axé Ilê Obá

## Districts adjacents
- Saúde (Nord)
- Campo Belo (Nord-ouest)
- Santo Amaro (Ouest)
- Cidade Ademar (Ouest, Sud-ouest et Sud)
- Cursino (Est)

## Municipalités adjacentes
- Diadema (Sud-est)

## Districts à proximité
- Pedreira
- Campo Grande
- Socorro
- Cidade Dutra
- Vila Mariana
- Ipiranga
- Sacomã
- Itaim Bibi
- Moema